# مستشفى البحرين الدولي

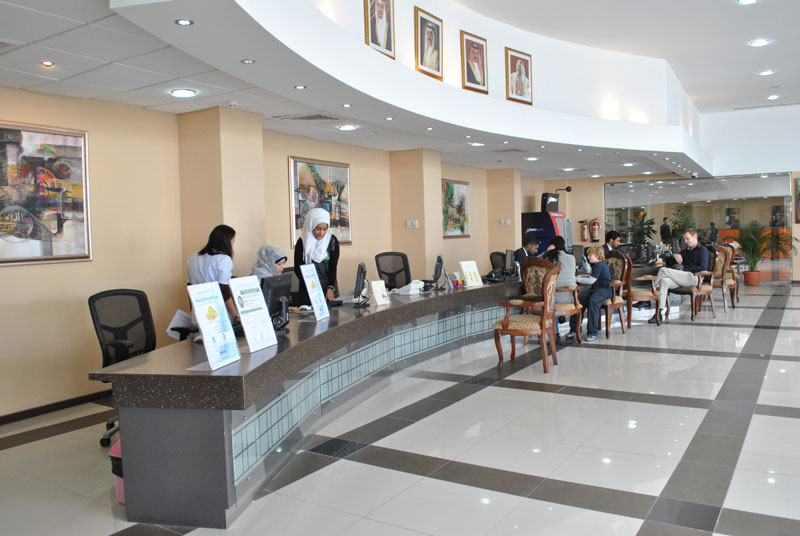
مكتب الاستقبال

مستشفى البحرين الدولي هو أحد أكبر المستشفيات في مملكة البحرين وأول مركز طبي خاص في مملكة البحرين. يقع المستشفى في قرية جدحفص شمال البحرين.
بدأ مستشفى البحرين الدولي عن برنامج الأساتذة الزائرين لتعزيز تقديم الرعاية الصحية للوصول إلى مجتمع لا يحتاج للسفر إلى الخارج. كما تم تنظيم المحاضرات العلمية حيث يتم دعوة المتحدثين المتميزين في المجالات الطبية كل منها لمناقشة أحدث الاتجاهات في مجال الطب.

## الرؤية والرسالة

### الرسالة
يكرس المكتب الهيدروغرافي الدولي للتميز السريري وخدمة المريض بتفوق وسلامة مع عاطفة لا مثيل لها. يلتزم المكتب الهيدروغرافي الدولي بالخشوع ورعاية المريض والتحسين المستمر والابتكار.

### الرؤية
بحلول عام 2020 يجب على مستشفى البحرين الدولي يكون أفضل مستشفى تعليمي في المملكة مع كوادر بشرية استثنائية وتكنولوجيا فائقة ورحمة في الخدمة.

## التاريخ
بدأ المكتب الهيدروغرافي الدولي في السبعينات في شقة صغيرة في شارع السلمانية السريع. كانت أول عيادة خاصة لفيصل سعيد الزيرة أول جراح بحريني مؤهل متخرج من المملكة المتحدة في البحرين.
الزيرة جنبا إلى جنب مع علي فخرو أول وزير للصحة كان لهما دور فعال في تصميم وبناء مركز السلمانية الطبي.
الزيرة توقع أهمية الطب الخاص وعقد العزم على بناء أول مستشفى خاص في المملكة. تم إنشاء مستشفى البحرين الدولي في أكتوبر عام 1978 بعيادة متواضعة مع عدد قليل جدا من الأسرة وبوجود الزيرة طبيبا وحيدا فقط للمستشفى. ريجنالد هتشينجز انضم في وقت لاحق كطبيب ولادة ونساء. تدريجيا توسعت الخدمات لتضم العلاج الطبيعي ومختبر صغير والأشعة.
على مدى السنوات أضيفت عدة خدمات. اليوم يضم المستشفى معظم التخصصات الرئيسية. يتواجد في الوقت الحالي حوالي سبعين طبيب معظمهم متخصصين ومستشارين. هناك ما يقرب من أربعمائة عامل في المستشفى لتقديم الدعم لخدمة المجتمع.